# VALE TUDO JAPAN OPEN 1994
VALE TUDO JAPAN OPEN 1994（バーリ・トゥード・ジャパン・オープン 1994）は、日本の総合格闘技団体「VALE TUDO JAPAN」の大会の一つ。1994年7月29日、千葉県浦安市の東京ベイNKホールで開催された。

## 大会概要
柔術家のヒクソン・グレイシー、シューティング王者の川口健次、トーナメント・オブ・J優勝者の西良典、キックボクサーのヤン・ロムルダー、詠春拳のダビッド・レビキなど様々な格闘家が出場した。

## トーナメント・ルール
以下のルールで行われた。
- ノック・ダウン・カウントがあり、10カウントでKO
- TKOはタオル投入以外無し
- 本戦のみキャッチ（ニアー・サブミッション）・ポイントあり
- 本戦終了時キャッチ・ポイント同点の場合は延長戦ラウンド無制限
- 噛みつき、頭突き、目潰し、金的攻撃、頭部への肘攻撃、脊髄への攻撃禁止
- ノック・ダウン数制限なし

## 試合結果
第1試合 VALE TUDO JAPAN OPEN 1994 1回戦 8分2R
○  バド・スミス vs.  クリス・バス ×
1R 0:54 KO（右ストレート）
※スミスが準決勝進出。
第2試合 VALE TUDO JAPAN OPEN 1994 1回戦 8分2R
○  ヤン・ロムルダー vs.  川口健次 ×
1R 2:59 TKO（レフェリーストップ：サッカーボールキック）
※ロムルダーが準決勝進出。
第3試合 VALE TUDO JAPAN OPEN 1994 1回戦 8分2R
○  ダビッド・レビキ vs.  草柳和宏 ×
1R 1:20 KO（グラウンドパンチ）
※レビキが準決勝進出。
第4試合 VALE TUDO JAPAN OPEN 1994 1回戦 8分2R
○  ヒクソン・グレイシー vs.  西良典 ×
1R 2:58 スリーパーホールド
※ヒクソンが準決勝進出。
第5試合 VALE TUDO JAPAN OPEN 1994 準決勝 8分2R
○  バド・スミス vs.  ヤン・ロムルダー ×
ロムルダーの棄権により不戦勝
※スミスが決勝進出。
第6試合 VALE TUDO JAPAN OPEN 1994 準決勝 8分2R
○  ヒクソン・グレイシー vs.  ダビッド・レビキ ×
1R 2:40 KO（マウントパンチ）
※ヒクソンが決勝進出。
第7試合 プロシューティング公式戦 ミドル級 3分5R
△  桜田直樹 vs.  割田康士 △
5R終了 判定1-1（49-48、48-49、50-50）
第8試合 エキシビションマッチ 3分2R
－  佐山聡 vs.  伊藤裕二 －
2R終了 勝敗なし
第9試合 VALE TUDO JAPAN OPEN 1994 3位決定戦 8分2R
○  ダビッド・レビキ vs.  ヤン・ロムルダー ×
ロムルダーの棄権により不戦勝
第10試合 VALE TUDO JAPAN OPEN 1994 決勝戦 8分無制限R
○  ヒクソン・グレイシー vs.  バド・スミス ×
1R 0:39 TKO（ギブアップ：マウントパンチ）
※ヒクソンがトーナメント優勝。